# Рейш Карвалью, Эдуарду душ
Эдуа́рду душ Рейш Карва́лью (порт. Eduardo dos Reis Carvalho; 19 сентября 1982, Мирандела, Португалия), или просто Эдуа́рду, — португальский футболист, выступавший на позиции вратаря. Чемпион Европы 2016 года в составе сборной Португалии.

## Карьера
Воспитанник «Браги», Эдуарду дебютировал в высшем дивизионе Португалии, находясь в аренде в «Бейра-Мар» в 2007 году. В следующем сезоне Эдуарду защищал цвета «Витории» из Сетубала и помог ей выиграть Кубок португальской лиги, отразив в финале в серии послематчевых пенальти три удара футболистов лиссабонского «Спортинга». В следующем сезоне Эдуарду вернулся в «Брагу» и стал её основным вратарём.
В сборную Португалии Эдуарду вызывался с 2008 года, дебютировал за неё 11 февраля 2009-го в матче против Финляндии. Последний матч провёл 1 сентября 2016 года против Гибралтара (товарищеская встреча), после чего 6 сентября того же года попал в запас на игру со Швейцарией в рамках квалификации чемпионата мира—2018. С того периода в сборную не вызывался.

## Достижения
«Витория» (Сетубал)
- Обладатель Кубка португальской лиги: 2008

«Бенфика»
- Обладатель Кубка португальской лиги: 2012

«Динамо» Загреб
- Чемпион Хорватии (3): 2014, 2015, 2016
- Обладатель Кубка Хорватии (2): 2015, 2016

Португалия
- Чемпион Европы: 2016